# York Bowen
Edwin York Bowen (Crouch Hill, 22 febbraio 1884 – Londra, 23 novembre 1961) è stato un compositore inglese.
La carriera musicale di Bowen si estende per un periodo lungo circa cinquant'anni, durante i quali scrisse più di 160 opere. Oltre ad essere un pianista e compositore, Bowen era un talentuoso direttore d'orchestra, organista, violista e cornista. Nonostante abbia ottenuto un notevole successo durante la sua vita, molte delle opere del compositore rimasero inedite per essere pubblicate ed eseguite solamente dopo la sua morte.

## Biografia
York Bowen nacque a Crouch Hill, Londra; suo padre era il proprietario di una distilleria di whisky, la Bowen & McKechnie. Il più giovane di tre figli, Bowen iniziò fin da piccolo a prendere lezioni di pianoforte e armonia, con sua madre. Dotato di talento, intraprese la sua formazione musicale presso il North Metropolitan College of Music mentre successivamente studiò presso il Blackheath Conservatoire of Music, con Alfred Izard.
Nel 1898, all'età di quattordici anni, Bowen ottenne una borsa di studio alla Royal Academy of Music, dove studiò fino al 1905; qui apprese composizione con Frederick Corder e pianoforte con Tobias Matthay. In questo periodo Bowen vinse numerosi premi, tra cui lo Sterndale Bennett Prize e la Worshipful Company of Musicians Medal. Dopo aver terminato gli studi, fu nominato professore presso lo stesso istituto.
Nel 1912 Bowen sposò la cantante Sylvia Dalton, figlia di un vicario del Somerset; nell'anno seguente nacque il loro primo figlio, Filippo. Durante la prima guerra mondiale Bowen presto servizio nella Guardia Scozzese, suonando il corno nella banda del reggimento; mentre era d'istanza in Francia, contrasse la polmonite e fu costretto a rientrare nel Regno Unito. Dopo la guerra, Bowen tornò a comporre e ad esibirsi, continuando anche la carriera di insegnante. Insegnò alla Tobias Matthay Piano School per oltre quarant'anni e rimase professore alla Royal Academy of Music fino alla sua morte, avvenuta nel 1961. Ebbe come allievi Myers Foggin, Derek Holman, Charles Lynch, Ivor Newton, Kathleen Richards, Betty Roe, Leo Rowlands e Timothy Salter.
Bowen ricevette numerosi premi, come riconoscimento per le opere da lui composte, tra cui il premio Sunday Express Prize per March RAF, opera scritta nel 1919, e i premi Chappell's Orchestral Suite Prize e Hawkes and Co. Prize per Intermezzo, scritto nel 1920.

## Carriera
Bowen ottenne un notevole successo durante la sua vita, sia come pianista che come compositore; si esibì regolarmente sia alla Queen's Hall che alla Royal Albert Hall. Come pianista fu riconosciuto per le sue capacità tecniche e artistiche.
Bowen eseguì in prima assoluta molte delle sue opere, inclusi tutti e quattro i suoi concerti per pianoforte. Compose i suoi primi tre concerti per pianoforte tra il 1904 e il 1908, eseguendo il Concerto per pianoforte n.1 in mi maggiore Op.11 ai Proms con Henry J. Wood e il Concerto per pianoforte n.4 in la minore Op.88, sotto la direzione di Adrian Boult. Mentre era ancora in vita molte delle sue opere orchestrali furono eseguite anche da altri importanti direttori d'orchestra; nel 1903 Henry Wood diresse il poema sinfonico di Bowen, The Lament of Tasso Op.5, mentre nel 1906 Hans Richter eseguì la Fantasia sinfonica in fa maggiore Op.16; nel 1912 Landon Ronald diresse la Sinfonia n.2 in mi minore Op.31.
Bowen dedicò molte sue opere a rinomati musicisti dell'epoca, che le suonarono in prima assoluta: nel 1910 Fritz Kreisler eseguì la Suite in re minore per violino e pianoforte Op.28, che venne successivamente suonata da Joseph Szigeti, Michael Zacharewitsch ed Efrem Zimbalist. La celebre violinista Marjorie Hayward eseguì il Concerto per violino in mi minore Op.33 ai Proms del 1920 mentre la Sonata per corno e pianoforte Op.101 e il Concerto per corno, archi e timpani Op.150 furono suonati in prima assoluta da Aubrey Brain e Dennis Brain. Bowen inoltre compose opere per molti altri suoi contemporanei, tra cui Carl Dolmetsch, Léon Goossens, Beatrice Harrison, Pauline Juler e Gareth Morris.
Come strumentista, Bowen considerava la qualità del suono della viola superiore a quella del violino e di conseguenza compose numerose opere per lo strumento. Egli si esibì spesso come pianista insieme al violista Lionel Tertis, che nel 1908 eseguì per la prima volta il Concerto per viola in do minore Op.25 scritto da Bowen. Il compositore inglese scrisse inoltre il Fantasy Quartet, per quattro viole, e due sonate per viola e pianoforte. Insieme ad Arnold Bax e Benjamin Dale, Bowen è stato uno dei primi compositori inglesi ad aggiungere opere originali al moderno repertorio per viola. Scrisse anche tre quartetti d'archi tradizionali, il secondo dei quali pubblicato nel 1922 come parte della Carnegie Collection of British Music e un Phantasy Quintet per quartetto d'archi e clarinetto basso nel 1935.
Oltre alle sue esibizioni con Lionel Tertis, una delle collaborazioni di maggior successo di Bowen fu il duo pianistico formato con il collega professore alla Royal Academy of Music, Harry Isaacs. Bowen era noto per i suoi duetti di pianoforte fantasiosi es eseguì molte di queste composizioni con Isaacs.
Nel 1907 si esibì al fianco di Henry Wood e Frederick Kiddle per la prima esecuzione britannica del Concerto per tre pianoforti e orchestra in fa maggiore K.242 di Mozart. Allo stesso modo, nel 1928 Bowen eseguì per la prima volta la Sinfonia Concertante per pianoforte e orchestra di William Walton, insieme alla Royal Philharmonic Society presso la Queen's Hall.
Fu il primo pianista a registrare il Concerto per pianoforte n.4 in sol maggiore di Beethoven.
Durante la sua vita Bowen curò le pubblicazioni di opere di autori quali Mozart, con edizioni del 1931 e 1932, dedicate ai suoi concerti per pianoforte. Inoltre, Bowen curò le edizioni di molti dei notturni, preludi, valsi, ballate e scherzi di Chopin, tra il 1948 e il 1950.

## Stile compositivo
Le composizioni di Bowen mostrano ciascuna una miscela di romanticismo e forte individualità. Sebbene le sue influenze includano Rachmaninoff, Medtner, Chopin, Grieg e Tchaikovsky, la musica di Bowen è caratterizzata dalle sue trame melodiche e dalle armonie distintive. Sebbene la sua carriera attiva sia durata più di cinquant'anni, lo stile compositivo di Bowen non subì molti cambiamenti,  continuando a utilizzare un sistema di scale diatoniche unite ad un uso di armonie cromatiche per tutta la sua vita.
La produzione compositiva di Bowen è composta quasi interamente da opere strumentali. Sebbene abbia scritto numerose combinazioni strumentali, il pianoforte ebbe un posto di rilievo in molte delle sue opere. Nonostante ciò, le competenze strumentali di Bowen furono evidenti e gli permisero di scrivere numerosi concerti.
I vari livelli di difficoltà delle sue composizioni rendono la musica strumentale di Bowen accessibile a un'ampia gamma di musicisti. In particolare per le opere pianistiche di Bowen che spaziano da brani prevalentemente didattici come Twelve Easy Impromptus Op.99, all'estremo virtuosismo tecnico della Sonata n.5 in fa minore Op.72.
Bowen curò con attenzione l'aspetto didattico, scrivendo opere per pianoforte volte a migliorare la tecnica pianistica. Una delle sue opere più importanti, Ventiquattro Preludi Op.102, venne composta in tutte le tonalità maggiori e minori mentre i suoi Dodici Studi Op.46 avevano lo scopo di affrontare diversi elementi della tecnica pianistica. Bowen dedicò quest'opera al suo insegnante di pianoforte alla Royal Academy of Music, Tobias Matthay, che aveva scritto diversi libri su vari aspetti della rotazione dell'avambraccio e del tocco del pianoforte; ciascuno degli studi di Bowen affronta infatti aspetti della tecnica pianistica descritti e discussi nei libri di Matthay. Ispirato dagli approcci innovativi del suo allora insegnante, Bowen in seguito produsse due libri sulla tecnica pianistica: Pedaling the Modern Piano Forte (Londra, 1936) e The Simplicity of Piano Technique (Londra, 1961).

## Eredità artistica
Durante le prime fasi della sua carriera Bowen ottenne un notevole successo, sia come compositore che come pianista. Nel 1903, dopo aver ascoltato la prima del Concerto per pianoforte n.1 in mi maggiore Op.11, Camille Saint-Saëns descrisse Bowen come "il miglior compositore inglese".  Questa opinione venne condivisa da molti dei contemporanei di Bowen, che si rifletté nel sostegno che ricevette da molti eminenti musicisti e accademici.
Nonostante il successo, quando Bowen scrisse il Concerto per pianoforte n. 4 in la minore op. 88, nel 1929, il suo stile compositivo tipicamente romantico venne considerato superato rispetto alle moderne tecniche dei suoi contemporanei. Nella sua autobiografia pubblicata nel 1938, Henry J. Wood ammise che Bowen "non ottenne il successo che meritava". Nel 1960 l'etichetta discografica Lyrita chiese a Bowen di registrare le esecuzioni di alcune sue opere, tra cui 10 dei 24 Preludi e la Partita Op.156.
Dopo la sua morte, avvenuta nel 1961, le esecuzioni delle opere di Bowen diminuirono nei decenni successivi e gran parte della sua musica rimase inedita. Durante questo periodo uno dei suoi più entusiasti sostenitori fu il compositore e pianista Kaikhosru Shapurji Sorabji, al quale Bowen aveva dedicato i suoi Ventiquattro preludi Op. 102. In quel periodo nacque inoltre la York Bowen Society, che grazie al suo impegno nella divulgazione delle sue opere, aumentò l'interesse verso il compositore inglese, con conseguente incremento delle pubblicazioni e delle rappresentazioni delle composizioni di Bowen durante la fine del ventesimo secolo. La rinascita dell'interesse per la sua musica durante gli anni '80 venne influenzata anche dalla pubblicazione del libro di Monica Watson, York Bowen: A Centenary Tribute (Thames, London, 1984) e da numerose registrazioni delle opere di Bowen.
Molte delle opere del compositore rimangono inedite. Sebbene molte delle opere strumentali soliste di Bowen contribuiscano in modo significativo al repertorio esecutivo moderno, le sue opere orchestrali e da camera vengono eseguite raramente.

## Composizioni
La produzione compositiva di Bowen è composta quasi interamente da opere strumentali. Nel corso della sua carriera scrisse composizioni per orchestra, tra le quali 3 sinfonie, concerti e sonate composte per pianoforte, violino e viola; il pianoforte era il suo strumento prediletto, cui dedicò più di 70 componimenti tra duetti, esecuzioni a 4 mani e concerti solisti. Numerose furono anche le opere di musica da camera, nelle quali Bowen combinò strumenti quali corno, violino, clarinetto basso, flauto, pianoforte e viola, quest'ultima strumento apprezzato dal compositore.

## Pubblicazioni
- York Bowen, Pedaling the Modern Piano Forte, Londra, 1936
- York Bowen, The Simplicity of Piano Technique, Londra, 1961